# Discografia de Martina McBride
A discografia de Martina McBride, cantora de country music estadunidense, consiste em  nove álbuns de estúdio, três coletâneas e quinze singles.

## Álbuns

### Álbuns de estúdio
| The Time Has Come | - Data de lançamento: 12 de maio de 1992 - Gravadora: RCA Nashville - Formatos: CD, cassette     | 49 | —   | 21 | —  | —   |                                 |
| The Way I Am | - Data de lançamento: 14 de setembro de 1993 - Gravadora: RCA Nashville - Formatos: CD, cassette | 14 | 106 | 8  | —  | —   | - CAN: Platina - US: Platina    |
| Wild Angels | - Data de lançamento: 26 de setembro de 1995 - Gravadora: RCA Nashville - Formatos: CD, cassette | 17 | 77  | 4  | —  | —   | - CAN: Platina - US: Platina    |
| Evolution | - Data de lançamento: 26 de agosto de 1997 - Gravadora: RCA Nashville - Formatos: CD, cassette   | 4  | 24  | 7  | 80 | 178 | - CAN: Platina - US: 3× Platina |
| Emotion | - Data de lançamento: 14 de setembro de 1999 - Gravadora: RCA Nashville - Formatos: CD           | 3  | 19  | 5  | 66 | —   | - CAN: Platina - US: Platina    |
| Martina | - Data de lançamento: 30 de setembro de 2003 - Gravadora: RCA Nashville - Formatos: CD           | 1  | 7   | *  | —  | —   | - US: 2× Platina                |
| Timeless | - Data de lançamento: 18 de outubro de 2005 - Gravadora: RCA Nashville - Formatos: CD            | 1  | 3   | *  | —  | —   | - US: Platina                   |
| Waking Up Laughing | - Data de lançamento: 3 de abril de 2007 - Gravadora: RCA Nashville - Formatos: CD               | 2  | 4   | *  | —  | —   | - US: Ouro                      |
| Shine | - Data de lançamento: 24 de março de 2009 - Gravadora: RCA Nashville - Formatos: CD              | 1  | 10  | *  | —  | —   |                                 |
| "—" denotes releases that did not chart or were not released to that country * denotes releases with unknown peak positions |                                                                                                  |    |     |    |    |     |                                 |

### Coletâneas
| Titulo                                     | Detalhes                                                                               | Melhor Posição | Melhor Posição | Melhor Posição | Prêmios de Vendagens          |
| Titulo                                     | Detalhes                                                                               | US Country     | US             | CAN            | Prêmios de Vendagens          |
| ------------------------------------------ | -------------------------------------------------------------------------------------- | -------------- | -------------- | -------------- | ----------------------------- |
| Greatest Hits                              | - Data de lançamento: 18 de setembro de 2001 - Gravadora: RCA Nashville - Formatos: CD | 1              | 5              | 31             | - CAN: Ouro - US: 3× Platinum |
| Martina McBride: Live in Concert           | - Data de lançamento: 29 de abril de 2008 - Gravadora: RCA Nashville - Formatos: CD    | 19             | 112            | —              |                               |
| Playlist: The Very Best of Martina McBride | - Data de lançamento: 16 de dezembro de 2008 - Gravadora: RCA Nashville - Formatos: CD | —              | —              | —              |                               |
|                                            |                                                                                        |                |                |                |                               |

### Álbuns especiais
| Titulo          | Detalhes                                                                               | Peak chart positions | Peak chart positions | Peak chart positions | Prêmios por Vendagens      |
| Titulo          | Detalhes                                                                               | US Country           | US                   | US Holiday           | Prêmios por Vendagens      |
| --------------- | -------------------------------------------------------------------------------------- | -------------------- | -------------------- | -------------------- | -------------------------- |
| White Christmas | - Data de lançamento: 29 de setembro de 1998 - Gravadora: RCA Nashville - Formatos: CD | 9                    | 69                   | 6                    | - CAN: Ouro - US: Platinum |

### Colaborações
| Titulo                                                                 | Detalhes                                                                            | Melhor posição | Melhor posição |
| Titulo                                                                 | Detalhes                                                                            | US Country     | CAN Country    |
| ---------------------------------------------------------------------- | ----------------------------------------------------------------------------------- | -------------- | -------------- |
| CMT Girls' Night Out (com Sara Evans, Mindy McCready, e Lorrie Morgan) | - Data de lançamento: 12 de outubro de 1999 - Gravadora: BNA Records - Formatos: CD | 30             | 8              |

## Singles

### 1990
| Year | Single                                           | Melhor Posição | Melhor Posição | Melhor Posição | Melhor Posição | Melhor Posição | Álbum             |
| Year | Single                                           | US Country     | US             | US AC          | CAN Country    | CAN AC         | Álbum             |
| ---- | ------------------------------------------------ | -------------- | -------------- | -------------- | -------------- | -------------- | ----------------- |
| 1992 | "The Time Has Come"                              | 23             | —              | —              | 11             | —              | The Time Has Come |
| 1992 | "That's Me"                                      | 43             | —              | —              | 44             | —              | The Time Has Come |
| 1992 | "Cheap Whiskey"                                  | 44             | —              | —              | 47             | —              | The Time Has Come |
| 1993 | "My Baby Loves Me"                               | 2              | —              | —              | 1              | —              | The Way That I Am |
| 1994 | "Life #9"                                        | 6              | —              | —              | 8              | —              | The Way That I Am |
| 1994 | "Independence Day"                               | 12             | —              | —              | 14             | —              | The Way That I Am |
| 1994 | "Heart Trouble"                                  | 21             | —              | —              | 32             | —              | The Way That I Am |
| 1995 | "Where I Used to Have a Heart"                   | 49             | —              | —              | —              | —              | The Way That I Am |
| 1995 | "Safe in the Arms of Love"                       | 4              | —              | —              | 38             | —              | Wild Angels       |
| 1995 | "Wild Angels"                                    | 1              | —              | —              | 5              | —              | Wild Angels       |
| 1996 | "Phones Are Ringin' All Over Town"               | 28             | —              | —              | 24             | —              | Wild Angels       |
| 1996 | "Swingin' Doors"                                 | 38             | —              | —              | 41             | —              | Wild Angels       |
| 1997 | "Cry on the Shoulder of the Road"                | 26             | —              | —              | 42             | —              | Wild Angels       |
| 1997 | "A Broken Wing"                                  | 1              | 61             | —              | 17             | —              | Evolution         |
| 1998 | "Valentine" (with Jim Brickman; relançamento)[A] | 9              | —              | —              | 14             | —              | Evolution         |
| 1998 | "Happy Girl"                                     | 2              | —              | —              | 4              | —              | Evolution         |
| 1998 | "Wrong Again"                                    | 1              | 36             | —              | 5              | —              | Evolution         |
| 1999 | "Whatever You Say"                               | 2              | 37             | —              | 6              | —              | Evolution         |
| 1999 | "I Love You"                                     | 1              | 24             | 21             | 1              | 20             | Emotion           |
| 1999 | "Love's the Only House"                          | 3              | 42             | —              | 2              | —              | Emotion           |
|      |                                                  |                |                |                |                |                |                   |

### 2000
| Ano  | Single                                    | Melhor Posição | Melhor Posição | Melhor Posição | Melhor Posição | Melhor Posição | Prêmios por Vendagens | Álbum              |
| Ano  | Single                                    | US Country     | US             | US AC          | US Adult       | US Christ      | Prêmios por Vendagens | Álbum              |
| ---- | ----------------------------------------- | -------------- | -------------- | -------------- | -------------- | -------------- | --------------------- | ------------------ |
| 2000 | "There You Are"                           | 10             | 60             | 15             | —              | —              |                       | Emotion            |
| 2000 | "It's My Time"                            | 11             | 102            | —              | —              | —              |                       | Emotion            |
| 2001 | "When God-Fearin' Women Get the Blues"    | 8              | 64             | —              | —              | —              |                       | Greatest Hits      |
| 2001 | "Blessed"                                 | 1              | 31             | —              | —              | —              |                       | Greatest Hits      |
| 2002 | "Where Would You Be"                      | 3              | 45             | —              | —              | —              |                       | Greatest Hits      |
| 2002 | "Concrete Angel"                          | 5              | 47             | —              | —              | —              | - US: Ouro            | Greatest Hits      |
| 2003 | "This One's for the Girls"                | 3              | 39             | 1              | 32             | —              | - US: Ouro            | Martina            |
| 2003 | "In My Daughter's Eyes"                   | 4              | 39             | 3              | —              | —              | - US: Ouro            | Martina            |
| 2004 | "How Far"                                 | 12             | 68             | —              | —              | —              |                       | Martina            |
| 2004 | "God's Will"                              | 16             | 85             | —              | —              | —              |                       | Martina            |
| 2005 | "(I Never Promised You A) Rose Garden"    | 18             | 98             | —              | —              | —              |                       | Timeless           |
| 2006 | "I Still Miss Someone" (com Dolly Parton) | 50             | —              | —              | —              | —              |                       | Timeless           |
| 2006 | "You Ain't Woman Enough"                  | —              | —              | —              | —              | —              |                       | Timeless           |
| 2006 | "Anyway"[B]                               | 5              | 32             | 14             | —              | 22             |                       | Waking Up Laughing |
| 2007 | "How I Feel"                              | 15             | 108            | —              | —              | —              |                       | Waking Up Laughing |
| 2007 | "For These Times"                         | 35             | —              | —              | —              | —              |                       | Waking Up Laughing |
| 2008 | "Ride"                                    | 11             | 82             | —              | —              | —              |                       | Shine              |
| 2009 | "I Just Call You Mine"                    | 18             | 97             | —              | —              | —              |                       | Shine              |
|      |                                           |                |                |                |                |                |                       |                    |

### 2010
| Year | Single                 | Melhor Posição | Melhor Posição | Álbum |
| Year | Single                 | US Country     | US             | Álbum |
| ---- | ---------------------- | -------------- | -------------- | ----- |
| 2010 | "Wrong Baby Wrong"     | 11             | 74             | Shine |
| 2011 | "Teenage Daughters"[C] |                |                | TBD   |

## Outros singles
| Ano  | Single                  | Artista(s)              | Melhor Posição | Melhor Posição | Melhor Posição | Melhor Posição | Melhor Posição | Album                      |
| Ano  | Single                  | Artista(s)              | US Country     | US             | US AC          | CAN Country    | CAN AC         | Album                      |
| ---- | ----------------------- | ----------------------- | -------------- | -------------- | -------------- | -------------- | -------------- | -------------------------- |
| 1997 | "Still Holding On"      | Clint Black             | 11             | —              | —              | 1              | 50             | Nothin' but the Taillights |
| 1997 | "Valentine"[A]          | Jim Brickman            | 68             | 50             | 3              | —              | 16             | Picture This               |
| 1998 | "This Small Divide"     | Jason Sellers           | 55             | —              | —              | —              | —              | I'm Your Man               |
| 1998 | "Chances Are"           | Bob Seger               | —              | —              | 23             | 70             | 40             | Hope Floats (soundtrack)   |
| 2001 | "America the Beautiful" | Various artists         | 58             | —              | —              | —              | —              | single only                |
| 2002 | "Words Are Your Wheels" | Phil Vassar and Friends | —              | —              | —              | —              | —              | single only                |
| 2003 | "Practice Life"         | Andy Griggs             | 33             | —              | —              | *              | —              | Freedom                    |
| 2004 | "Trip Around the Sun"   | Jimmy Buffett           | 20             | 112            | —              | *              | —              | License to Chill           |
|      |                         |                         |                |                |                |                |                |                            |

### Outras canções
| Ano  | Single                                                  | Melhor Posição | Melhor Posição | Álbum               |
| Ano  | Single                                                  | US Country     | US AC          | Álbum               |
| ---- | ------------------------------------------------------- | -------------- | -------------- | ------------------- |
| 1997 | "O Holy Night"                                          | 74             | —              | White Christmas     |
| 1998 | "O Holy Night" (re-entry)                               | 67             | —              | White Christmas     |
| 1999 | "O Holy Night" (re-entry)                               | 49             | —              | White Christmas     |
| 1999 | "Have Yourself a Merry Little Christmas"                | 54             | —              | White Christmas     |
| 1999 | "Let It Snow! Let It Snow! Let It Snow!"                | 64             | —              | White Christmas     |
| 2000 | "White Christmas"                                       | 75             | —              | White Christmas     |
| 2000 | "Have Yourself a Merry Little Christmas" (relançamento) | 53             | —              | White Christmas     |
| 2000 | "O Holy Night" (relançamento)                           | 57             | —              | White Christmas     |
| 2000 | "Let It Snow! Let It Snow! Let It Snow!" (relançamento) | 73             | —              | White Christmas     |
| 2001 | "Have Yourself a Merry Little Christmas" (relançamento) | 59             | —              | White Christmas     |
| 2001 | "White Christmas" (relançamento)                        | 62             | —              | White Christmas     |
| 2001 | "O Holy Night" (relançamento)                           | 41             | —              | White Christmas     |
| 2001 | "The Christmas Song"                                    | 67             | —              | White Christmas     |
| 2006 | "Baby, It's Cold Outside" (com Dean Martin)             | 35             | 7              | Christmas with Dino |
| 2008 | "Blue Christmas" (com Elvis Presley)                    | 36             | 22             | Christmas Duets     |
|      |                                                         |                |                |                     |

## Notes
- A^ "Valentine" was originally only released to Adult Contemporary radio, but charted on the country charts as an album cut. It was remixed and released to country radio the following year.
- B^ "Anyway" also peaked at #37 on the U.S. Pop 100.
- C^ To be released.

## Videos musicais
| Ano  | Titulo                                                                                             | Diretor                        |
| ---- | -------------------------------------------------------------------------------------------------- | ------------------------------ |
| 1992 | "The Time Has Come"                                                                                | Kate Ryan                      |
| 1992 | "That's Me"                                                                                        | Adam Kimmel                    |
| 1993 | "Cheap Whiskey"                                                                                    | Steven Goldmann                |
| 1993 | "My Baby Loves Me"                                                                                 | Steven Goldmann                |
| 1994 | "Life #9"                                                                                          | Steven Goldmann                |
| 1994 | "Independence Day"                                                                                 | Deaton Flanigen                |
| 1995 | "Where I Used to Have a Heart"                                                                     | Steven Goldmann                |
| 1995 | "Safe in the Arms of Love"                                                                         | Steven Goldmann                |
| 1995 | "On My Own" (com Reba McEntire, Linda Davis & Trisha Yearwood)                                     | Dominic Orlando                |
| 1996 | "Wild Angels"                                                                                      | Thom Oliphant                  |
| 1996 | "Swingin' Doors"                                                                                   |                                |
| 1997 | "Cry on the Shoulder of the Road"                                                                  | Jim Hershleder                 |
| 1997 | "Valentine" (com Jim Brickman)                                                                     |                                |
| 1997 | "A Broken Wing"                                                                                    | Deaton Flanigen                |
| 1998 | "Chances Are" (com Bob Seger)                                                                      | Nancy Bennett                  |
| 1998 | "Back in the Saddle"(w/ Trisha Yearwood, Suzy Bogguss, Faith Hill, Matraca Berg, & Patty Loveless) | Steven Goldmann                |
| 1998 | "The Christmas Song"                                                                               |                                |
| 1998 | "O Holy Night"                                                                                     |                                |
| 1998 | "White Christmas"                                                                                  |                                |
| 1999 | "Whatever You Say"                                                                                 | Deaton Flanigen                |
| 1999 | "I Love You"                                                                                       |                                |
| 1999 | "Love's the Only House"                                                                            | Thom Oliphant                  |
| 2000 | "There You Are"                                                                                    |                                |
| 2001 | "When God-Fearing Women Get the Blues"                                                             | Steven Goldmann                |
| 2001 | "Blessed"                                                                                          | Deaton Flanigen                |
| 2002 | "Where Would You Be"                                                                               | Morris Abraham                 |
| 2002 | "Concrete Angel"                                                                                   | Deaton Flanigen                |
| 2003 | "This One's for the Girls"                                                                         | Deaton Flanigen                |
| 2004 | "How Far"                                                                                          | Trey Fanjoy                    |
| 2004 | "Trip Around the Sun" (com Jimmy Buffett)                                                          | Trey Fanjoy                    |
| 2004 | "God's Will"                                                                                       | Deaton Flanigen                |
| 2007 | "Anyway"                                                                                           | Deaton Flanigen                |
| 2007 | "How I Feel"                                                                                       | Gary Halverson                 |
| 2007 | "For These Times"                                                                                  | Sam Erickson                   |
| 2008 | "Blue Christmas"                                                                                   | Deaton Flanigen & Les Umberger |
| 2009 | "Ride"                                                                                             | Kristin Barlowe                |
| 2009 | "I Just Call You Mine"                                                                             | Theresa Wingert                |
| 2010 | "Wrong Baby Wrong Baby Wrong"                                                                      | Theresa Wingert                |
| 2010 | "A Broken Wing" (Live)(w/Train)                                                                    | Jonathan Beswick               |